# لوئیس منگس
لوئیس منگس (انگلیسی: Louis Menges؛ ۳۰ اکتبر ۱۸۸۸ – ۱۰ مارس ۱۹۶۹) یک بازیکن فوتبال اهل ایالات متحده آمریکا بود.